# Mašina za mlevenje mesa
Mašina za mlevenje mesa je kuhinjska sprava za fino usitnjavanje (faširanje) i/ili mešanje sirovog ili kuvanog mesa, ribe, povrća ili slične hrane. Zamenjuje alatke kao što su nož za usitnjavanje, primera radi, koji se koristi za dobijanje fino iseckanog mesa za filovanje itd. Korisnik stavlja hranu za mlevenje u levak, koji je na vrhu mašine. Otuda materijal ide na pužasti transporter koji se pokreće ručno obrtanjem ručice na zadnjem delu ili električnim motorom, a uloga mu je potiskivanje mesa ka nožu; na kraju transportera je krstasti nož koji je u ulozi seckalice odnosno usitnjivača. Nož čvrsto naleže na rešetku uz pomoć okruglog navrtnja. Kroz rešetku iz mašine izlazi samleveno meso. Finese mesa zavise od veličine otvora rešetke.
Skidanjem okruglog navrtnja oslobađa se rešetka koja se može zameniti drugom sa različitom dimenzijom otvora (za mlevenje hleba ili paprike npr.) ili cevastim nastavkom za pravljenje kobasica]. Uklanjanjem dela ili delova kojim su ostali fiksirani, mašina se može potpuno rastaviti za čišćenje. Pored domaćih ručnih ili motornih mašina, postoje i mašine za mesare (stone ili radioničke); kao i za industriju hrane. Neke velike mašine mogu da samelju nekoliko tona po satu.
- Automatska mašina AD 114
- „Hranilica” sa pužastim transporterom
- Mikser
- Mašina za mlevenje smrznutog mesa

## Spoljašnje veze
Mediji vezani za članak Mašina za mlevenje mesa na Vikimedijinoj ostavi